# Josef Kappius
Josef Kappius (* 3. November 1907 in Bochum; † 30. Dezember 1967), auch Jupp Kappius (Pseudonyme J. Schmidt und Downend), war ein Widerstandskämpfer gegen den Nationalsozialismus und sozialdemokratischer Politiker.

## Leben
Kappius arbeitete als technischer Zeichner und Konstrukteur und schloss sich 1924 der Sozialistischen Arbeiterjugend (SAJ) und im Folgejahr dem Deutschen Metallarbeiterverband (DMV), später dem Bund Technischer Angestellter und Beamter (BuTAB) an.
Nach der Machtübernahme der NSDAP 1933 trat Kappius dem Internationalen Sozialistischen Kampfbund (ISK) bei und engagierte sich in der vom ISK initiierten Unabhängigen Sozialistischen Gewerkschaft, deren Zelle in Bochum er leitete, daneben war er dort für die Jugend und Bildungsarbeit des ISK verantwortlich. Nach einem Umzug nach Berlin war er dort führend an der illegalen Jugend- und Schulungsarbeit der ISK tätig. Im Zuge der Zerschlagung der Gruppe im Frühjahr 1937 musste er in die Schweiz flüchten, von hier aus ging er 1939 über Frankreich nach Großbritannien, wo er nach Kriegsausbruch interniert und im Sommer 1940 mit der Dunera nach Australien deportiert wurde. Er war zuerst im australischen Internierungslager in Hay (New South Wales) untergebracht und danach bis Mitte Juli 1942 in den Lagern Orange (New South Wales) und Tartura in Victoria (Australien). 
Nach seiner Freilassung kehrte Kappius nach Großbritannien zurück und arbeitete aktiv in der Union deutscher sozialistischer Organisationen in Großbritannien, einem Zusammenschluss der Exil-SPD und kleineren linken Gruppen, mit.
Im Frühjahr und Sommer 1944 absolvierte er in Zusammenarbeit mit dem OSS einen Schulungskurs und sprang mit dem Fallschirm im September 1944 aus einem Flugzeug über dem Emsland ab und begab sich ins Ruhrgebiet, wo er an alte Kontakte aus den Gewerkschaften und dem ISK anknüpfend, ein Netz von Kontakten und Widerstandsgruppen aufbaute. Bis Kriegsende hielt er sich zumeist in Bochum auf. Seine Frau Änne hatte die Aktion aktiv mit unterstützt und vorbereitet. Sie reiste illegal von der Schweiz aus nach Deutschland ein. 
Nach der Befreiung vom Nationalsozialismus war Kappius zunächst Mitbegründer einer Union Deutscher Sozialisten in Bochum, die die Spaltung der Arbeiterbewegung während der Weimarer Republik überwinden wollte. Doch relativ rasch verhandelte Kappius zusammen mit Willi Eichler mit Kurt Schumacher über die Eingliederung der ISK in die SPD. Kappius selbst trat im August 1945 der SPD und kurze Zeit später der ÖTV bei. Bei der Wennigser Konferenz zur Wiedergründung der SPD nach dem Krieg, gehörte er zu den entschiedensten Kritikern der Einheitstaktik der KPD. 
In den folgenden Jahren war Kappius vor allem in der Bildungs- und Kulturpolitik tätig. Ab 1946 war er Bezirkssekretär der SPD für Kultur und Bildung im Bezirk Westliches-Westfalen. Er war Leiter der Bezirksparteischule in Hemer und hielt zahlreiche Vorträge, Kurse und Seminare in der Region ab. Zuständig war er auch für die Frauenpolitik. Er war daher Mitglied sowohl des kulturpolitischen Ausschusses wie auch des Frauenausschusses der Bundespartei. Darüber hinaus war er lange Zeit Vorsitzender des Zentralausschusses Sozialistischer Bildungsgemeinschaften von Nordrhein-Westfalen und Vorsitzender der Arbeitsgemeinschaft Demokratischer Bildungswerke. 
Kappius war auch im Rat der Stadt Dortmund vor allem im Kulturausschuss aktiv. Von 1955 bis 1966 war er Mitglied des Landtages von Nordrhein-Westfalen. Kappius war Mitglied im Justiz- und Kulturausschuss sowie im Ausschuss für Wiedergutmachung. Außerdem war er Mitglied im Rundfunkrat des WDR.
Nach dem Tod seiner ersten Frau Änne heiratete Josef Kappius am 8. Dezember 1965 Ursula Maria Auguste Bücker, die er bei seinem Tode mit zwei Kindern hinterließ.